# SWAC

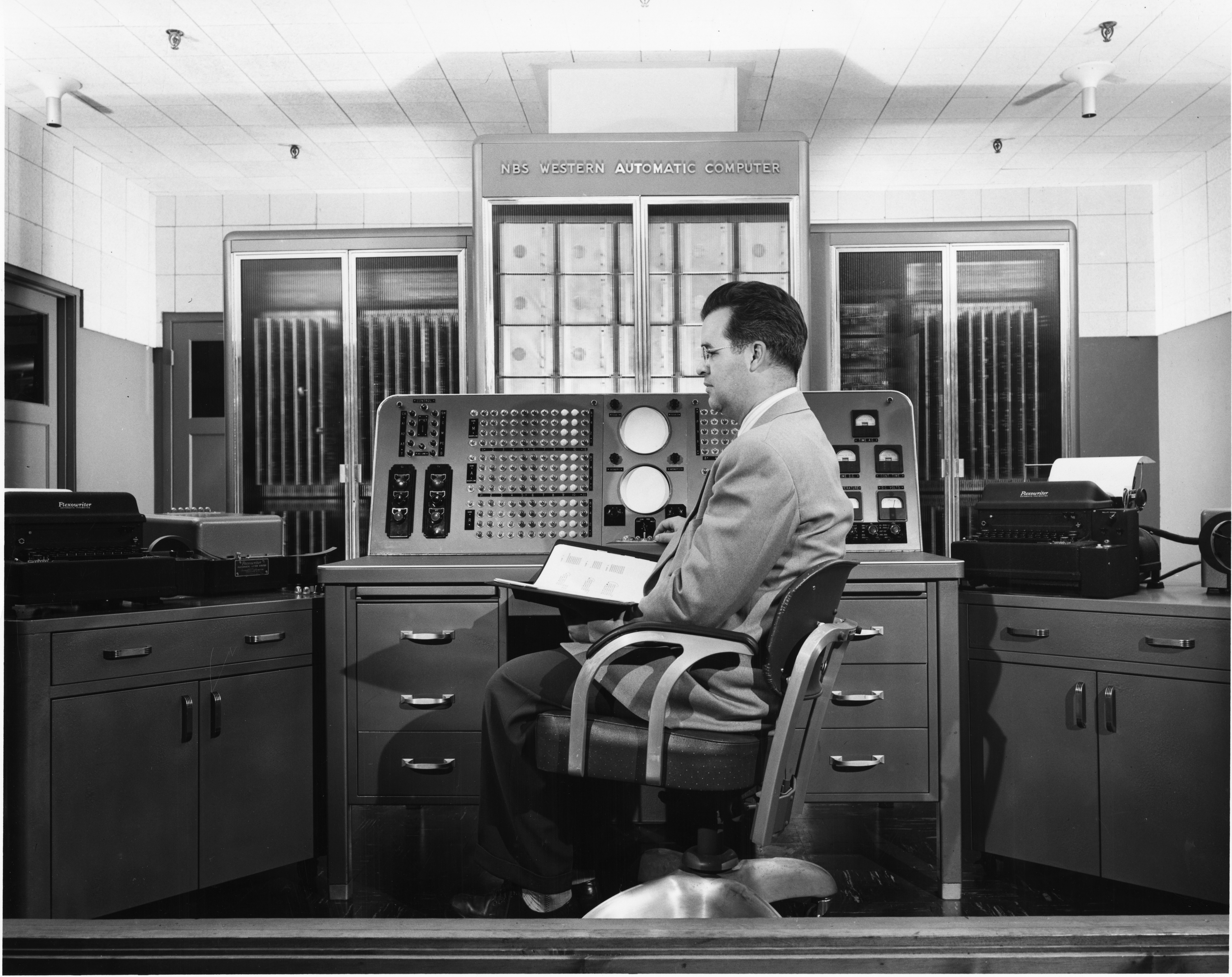
Комп'ютер SWAC. Видно пам'ять на трубках Вільямса (у центрі, позаду)

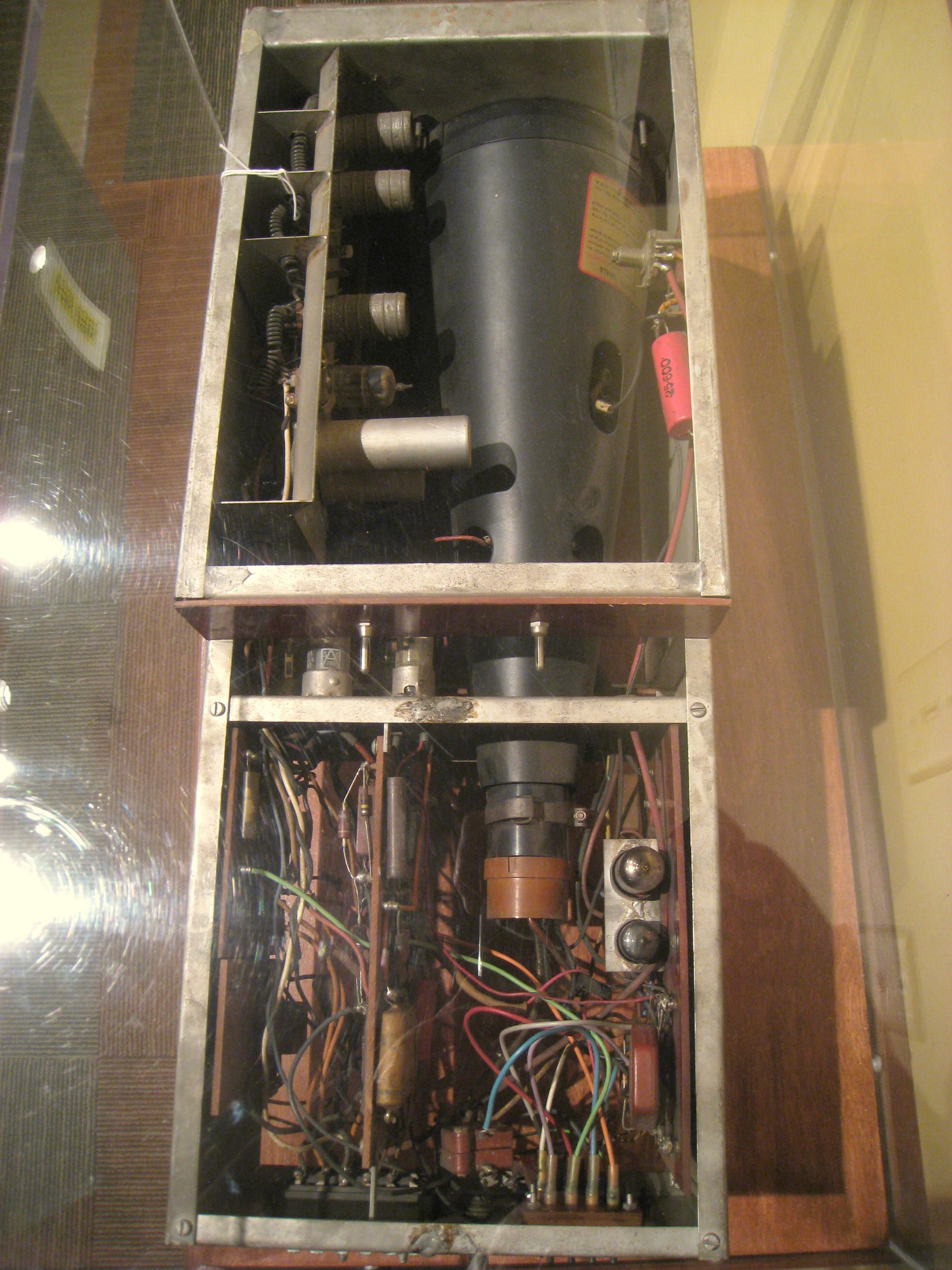
Блок пам'яті SWAC на трубці Вільямса

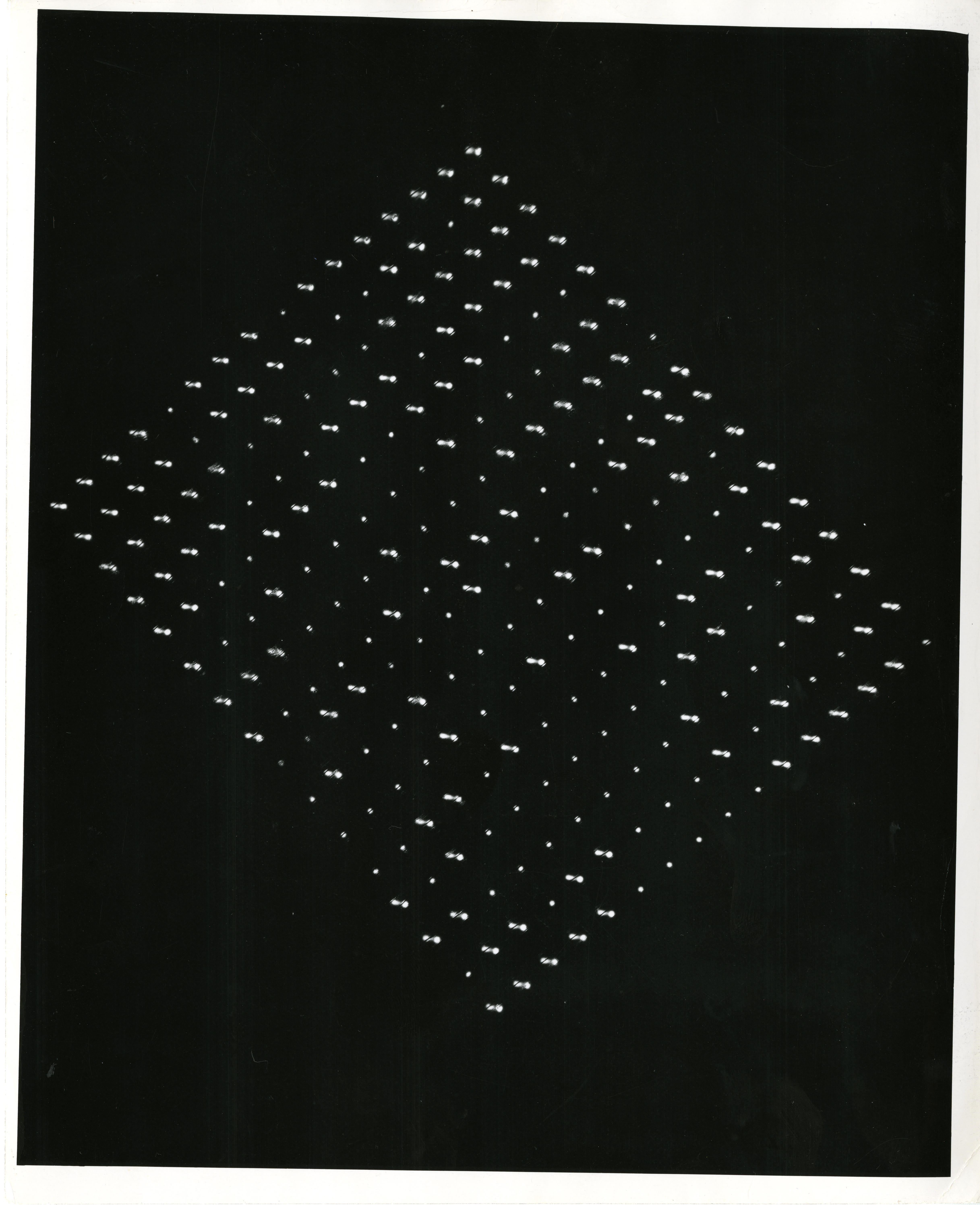
Матриця точок на екрані трубки пам'яті комп'ютера SWAC

SWAC (англ. Standards Western Automatic Computer) — ранній цифровий електронний комп'ютер, побудований 1950-го року Національним бюро стандартів США у Лос-Анджелесі, Каліфорнія. Спроектований Гаррі Гаскі.
Так само, як і комп'ютер SEAC, збудований приблизно у той самий час, SWAC був невеликою проміжною машиною, спроектованою для максимально швидкої побудови і вводу до експлуатації, поки Бюро чекало на потужніші машини від інших виробників (зокрема, машину RAYDAC від корпорації Raytheon).
У машині було 2300 електронних ламп. Обсяг оперативної пам'яті на трубках Вільямса складав 256 слів по 37 біт. Машина могла виконувати лише 7 базових інструкцій: додавання, віднімання, множення (з одинарною або подвійною точністю), порівняння, «вибірку даних» (англ. data extraction), введення і виведення. Через кілька років до машини додали пам'ять на магнітному барабані.
З введенням у дію у серпні 1950 року,:3 SWAC став найшвидшим комп'ютером у світі, і тримав цей статус до закінчення машини IAS рік потому.
Додавання двох чисел і збереження результату займало 64 мікросекунди, множення — 384 мікросекунди. Комп'ютер використовувався Бюро до 1954 року, коли відділення у Лос-Анджелесі закрилося, а потім Каліфорнійським університетом у Лос-Анджелесі до 1967-го (з модифікаціями). В університеті година роботи машини тарифікувалася по 40 USD за годину.
У січні 1952 року Рафаель Робінсон, працюючи з комп'ютером SWAC, відкрив п'ять чисел Мерсенна — найбільші з простих чисел, відомих на той час: у цих числах було 157, 183, 386, 664 і 687 знаків.
Також машина SWAC стала ключовою у здійсненні складних обчислень, потрібних для рентгенівського аналізу структури вітаміну B12, здійснених Дороті Годжкін. За дану роботу Годжкін отримала Нобелівську премію з хімії 1964-го року.